# Butoves
Butoves település Csehországban, a Jičíni járásban. Butoves Vrbice, Kovač, Třtěnice, Tuř és Slatiny településekkel határos. Lakosainak száma 286 fő (2024. január 1.).

## Népesség
A település lakosságának változását az alábbi diagram mutatja:
| Lakosok száma | 172  | 203  | 228  | 182  | 138  | 244  | 280  | 281  | 253  | 286  |
|               | 1869 | 1900 | 1921 | 1961 | 1980 | 2011 | 2016 | 2019 | 2021 | 2024 |